# Ясьва (деревня)
Я́сьва  — деревня в муниципальном округе Красноуральск Свердловской области России.

## География
Деревня Ясьва расположена в 22 километрах (в 30 километрах по автодороге) к юго-юго-востоку от города Красноуральска, на левом берегу реки Тагил (правого притока реки Туры). В трёх километрах к востоку от деревни, на правом берегу Тагила, расположен геоморфологический и ботанический природный памятник — камень Большой Балабан.

## История
По легенде на месте поселения в 1582 году находилась стоянка Ермака, который, двигаясь вниз по реке Тагил во время похода на Сибирь, оставил вольных казаков Кашина и Васильева. Они и основали это поселение.

## Население
| 2002 | 2010 |
| ---- | ---- |
| 28   | ↘19  |